# うつ病
| 順位 | 疾病                            | DALYs （万） | DALYs （%） | DALYs （10万人当たり） |
| ---- | ------------------------------- | ------------ | ----------- | ---------------------- |
| 1    | 2019年コロナウイルス感染症      | 24,306.3     | 8.1         | 3,061.5                |
| 2    | 虚血性心疾患                    | 19,389.3     | 6.4         | 2,442.2                |
| 3    | 脳卒中                          | 16,020.2     | 5.3         | 2,017.8                |
| 4    | 下気道感染症                    | 10,564.2     | 3.5         | 1,330.6                |
| 5    | 早産による合併症                | 10,048.0     | 3.3         | 1,265.6                |
| 6    | 背中と首の痛み                  | 9,088.2      | 3.0         | 1,144.7                |
| 7    | 糖尿病                          | 8,053.4      | 2.7         | 1,014.4                |
| 8    | COPD                            | 7,806.8      | 2.6         | 983.3                  |
| 9    | 下痢性疾患                      | 6,974.3      | 2.3         | 878.4                  |
| 10   | 交通事故                        | 6,785.3      | 2.3         | 854.6                  |
| 11   | 結核                            | 6,063.6      | 2.0         | 763.7                  |
| 12   | 出生合併症 (新生児仮死又は外傷) | 5,925.9      | 2.0         | 746.4                  |
| 13   | うつ病性障害                    | 5,665.6      | 1.9         | 713.6                  |
| 14   | 先天異常                        | 5,272.2      | 1.7         | 664.1                  |
| 15   | マラリア                        | 5,205.9      | 1.7         | 655.7                  |
| 16   | 肝硬変                          | 4,593.6      | 1.5         | 578.6                  |
| 17   | 気管、気管支、肺がん            | 4,564.8      | 1.5         | 575.0                  |
| 18   | その他の難聴                    | 4,419.3      | 1.5         | 556.6                  |
| 19   | 墜死                            | 4,385.5      | 1.5         | 552.4                  |
| 20   | 腎臓病                          | 4,372.1      | 1.5         | 550.7                  |

うつ病（うつびょう、鬱病、欝病、英語: clinical depression）または大うつ病性障害（だいうつびょうせいしょうがい、英語: major depressive disorder）とは、一般的な精神障害であり、より厳密には精神障害内の気分障害内の一つ。
主な症状として、少なくとも2週間にわたり抑うつ気分（悲しみ・苛立ち・虚しい感覚）や、喜びの喪失〔アンヘドニア〕や活動的興味の喪失が続く。他にあり得る症状としては集中力低下、過剰な罪悪感、自尊心の低下、将来への絶望、死や自殺についての考え、不安定な睡眠、食欲や体重の変化、疲労感、エネルギー低下感など。WHO（世界保健機関）の推計では、全世界の成人の5%が罹患している。2000～2010年代以降の神経精神医学では、ヒトヘルペスウイルス6が脳神経細胞を部分的に死滅させることでうつ病を発症するという仕組みが解析されつつある。
『精神障害の診断と統計マニュアル』第5版（DSM-5）には、うつ病の診断名と大うつ病性障害（英語: major depressive disorder）が併記されており、この記事ではおもにこれらについて取り上げる。これは1日のほとんどや、ほぼ毎日、2 - 3週間は抑うつであり、さらに著しい機能の障害を引き起こすほど重症である場合である。1 - 2年続く死別の反応、経済破綻、重い病気への反応は理解可能な正常な反応である場合がある。
有病者数は世界で3.5億人ほどで一般的であり、世界の障害調整生命年（DALY）において第3位（4.3パーセント）に位置づけられる。しかし多くの国にて治療につながっておらず、先進国であろうと適切にうつ病と診断されていないことが多い一方、うつ病と誤診されたために間違った抗うつ薬投与がなされているケースもみられる。世界保健機関（WHO）はうつ病の未治療率を56.3パーセントと推定し（2004年）、mhGAPプログラムにて診療ガイドラインおよびクリニカルパスを公開しており、適切な治療により回復できることを示している（「うつ病#治療」も参照）。

## 定義
2021年のWHO（世界保健機関）によればうつ病の原因とは、生物学的・心理学的・社会的なさまざまな要因の相互作用である。うつ病と身体的健康には相互関係があり、例えば心血管疾患はうつ病へ、うつ病は心血管疾患へ繋がり得る。不利なライフイベント（人生の出来事）──例えば失業・死別・トラウマ的出来事など──を経験した人間は、うつ病の発症確率が高まる。一方でうつ病は、さらなるストレスと機能障害に繋がったり、QOL（生活の質）とうつ病自体を悪化させたりし得る。うつ病予防プログラムは、うつ病を軽減させていると見られる。
診断と医学用語とを共通化する目的で操作的診断基準が開発されてきた。それはAPA（アメリカ精神医学会）の『精神障害の診断と統計マニュアル（DSM）』や、WHOの『ICD-10 精神と行動の障害』といったものである。
日本のうつ病の診療ガイドラインは、うつ病と、DSM-IVの大うつ病性障害、また単極型（短極性）うつ病はほぼ同じ意味であるとしている。第5版のDSM-5の邦訳書では、うつ病の用語は、大うつ病性障害の診断名と、うつ病エピソード（定義されたうつ状態、後述）とを指すために用いることが記されている。以上の範囲を本記事のおもな対象とする。なお訳語では、major depressive disorderの major が日本語で大と訳されているが、本来これは「主要な」あるいは「中心的な」という意味で用いられているものであり、誤訳であるとする意見もある。
うつ病という用語は、狭い意味ではDSM-IVにおける大うつ病性障害に相当するものを指しているが、広い意味でのうつ病は、一般的には抑うつ症状が前景にたっている精神医学的障害を含める。そのなかには気分変調性障害をはじめとするさまざまなカテゴリーが含まれている。
操作的診断基準による「大うつ病性障害」などの概念と、従来の分類による「内因性うつ病」（後述）などは同じ「うつ病」であっても異なる概念であるが、このことが専門家の間でさえもあまり意識されずに使用されている場合があり、時にはそれを混交して使用しているものも多い。そのため一般社会でも、精神医学会においても、うつ病に対する大きな混乱が生まれている。つまり、うつ病という言葉の意味が異なっている場合がある。

### 下位分類
従来は、心因が強く関与している心因性うつ病と、そうではない内因性うつ病を区別し論じられることが一般的であった。
1980年にアメリカ精神医学会（APA）が出版した『精神障害の診断と統計マニュアル』第3版（DSM-III）は、内因性というカテゴリーを削除した。
現在では、DSMのような操作的診断基準によって分類することが一般的であるが、さまざまな経験則によってそうした下位分類も用いられる。細かくは#分類の項に示す。

### 診断名のうつ病と抑うつ状態
抑うつの症状を呈し、うつ状態であるからといい、うつ病であるとは限らない。抑うつ状態は、精神医療においてもっとも頻繁に見られる状態像であり、診療においては「熱が38度ある」程度の情報でしかない。状態像と診断名は1対1で対応するものではなく、抑うつ状態は、うつ病以外にもさまざまな原因によって引き起こされる。
『精神障害の診断と統計マニュアル』において、うつ病（大うつ病性障害）として扱われるのは、1日のほとんどや、ほぼ毎日、2 - 3週間は抑うつであり、さらに著しい機能の障害を引き起こすほど重症である場合である。また、死別、経済破綻、重い病気への反応は理解可能な正常な反応である場合がある。

## 病態
うつ病は、単一の疾患ではなく症候群であり、さまざまな病因による亜型を含むと考えられる。
『精神障害の診断と統計マニュアル』第5版（DSM-5）の診断基準Aによれば、「ほとんど1日中、ほとんど毎日の」の抑うつ気分、あるいは興味、喜びの著しい減退のほか、「ほとんど毎日の」不眠あるいは過眠、易疲労性、精神の焦燥や制止、無価値感や罪の意識、思考力や集中力の減退、体重の減少や増加、反復的な自殺念慮などがみられ、診断基準Bが重症であることを要求している。
うつ病と不安障害は併発しやすい。アメリカでの調査では、大うつ病者の51パーセントに不安障害がともなう。
うつ病の約8割から9割に不眠症が見られる。

## 分類
前史として、1899年にエミール・クレペリンは、統合失調症と躁うつ病とに大きく分け、うつ病は躁うつ病に含まれた。

### 古典的分類
古典的な精神病理学は、内因、外因、心因という原因についての考察から分類がなされていた。内因性うつ病とは、身体である体調の変化から気分が巻き込まれており、典型的には自生的に出現すると考えられた。心因性うつ病とは、葛藤に苦しんでいるなど、環境との相互作用から起こるものである。
内因性うつ病という分類は、抗うつ薬というものが登場したばかりの1958年に、抗うつ作用を発見したローランド・クーンが、イミプラミンの適応は内因性うつ病であり、効果が目覚ましいのは重いうつ病であると述べたことから大きく始まる。この説をキールホルツが支持し、DSM-IIIの登場する1980年代まで定説となる。

#### メランコリー型
1980年にアメリカ精神医学会（APA）が出版した『精神障害の診断と統計マニュアル』第3版（DSM-III）は、DSM-IIの内因性うつ病というカテゴリーを削除し、うつ病のサブタイプにメランコリー型という分類を追加した。このメランコリーの特徴は、もっとも重篤な抑うつでまったく何も楽しめず、感じないといった特徴を持ち、最低限の栄養補給を誘導しなくてはならない。そして、1987年のDSM-III-Rのメランコリー型の診断基準には、身体的な抗うつ療法にはよく反応したことという一文が加えられ、それを実証した研究がないため議論が起こった。そのため実験が行われ、メランコリー型はそうでないものに比べて、身体的な抗うつ療法に良好な反応をするという知見は得られず、DSM-IVではこの基準は削除された。当時は、反応の違いの原因は重症度であり、中等症のうつ病に抗うつ薬が奏功すると考えられた（現在の知見と異なる）。なおDSM-IVではメランコリー型、DSM-5メランコリーと邦訳されている。
諸外国においても、操作的診断によるうつ病概念の混乱が生じており、ハゴップ・アキスカルやジャーマン・ベリオス、ヒーリーをはじめとした英米圏を代表する学者13名は連名で、DSMを発行している『アメリカ精神医学会誌』において、大うつ病性障害からメランコリーを切り離し、1つの臨床単位として独立させる必要性を提言している。食欲と体重が減少し、SSRI系抗うつ薬よりも三環系抗うつ薬によく反応し、内因性うつ病や典型的なうつ病と呼ばれてきたものである。

#### メランコリー親和型性格
メランコリー親和型は内因性うつ病を誘発する病前性格であり、テレンバッハが提唱した学説である。几帳面、良心的、配慮できるといった特徴を持つうつ病の病前性格であり、自分の所属する「社会や集団での役割」に応えようとするなかで、不調が生じうつ病を発症する。そのため、笠原は1978年にメランコリー親和型の患者への基本方針として、治ると説明し、休息させ、服薬の重要性を説明し、「患者という役割」に同一化させるという原則を提唱した。内因性うつ病の語は現在では用いられないが、病像としては今なお考慮されている。
うつ病の典型は、内因性のうつ病であり、メランコリー親和型が病前性格であると、以前の日本ではとらえられていた。そうして、日本では内因性うつ病と、神経症性うつ病との鑑別が重視された。内因性うつ病は、身体疾患の影響や薬物など明らかな外部の影響が不明で、かといって性格も環境も原因ではなく、食欲と体重は低下し、朝に落ち込み、抗うつ薬が有効である。神経症性うつ病は、そうした特徴がなく不安感を持ち、性格や環境に原因があり、抗うつ薬が効きにくいため環境調整や精神療法が必要である。
1980年代にはこうした性質が顕著ではなくなっているということが議論されており、現代型うつ病の議論が起こっている。役割への同一化を示さない。

### 操作的診断基準による分類
1980年にアメリカ精神医学会（APA）が『精神障害の診断と統計マニュアル』第3版（DSM-III）を発表し、「うつ病性障害」を、ある程度症状の重い「大うつ病（Major Depressive Disorder）」と、軽いうつ状態が長期間にわたって続く「気分変調症（Dysthymia）」に二分した。原因による分類・定義が現時点では困難であるため、1994年に発表された第4版のDSM-IVと、『ICD-10 精神および行動の障害』でも、基本的にはDSM-IIIの構成が継承されている。
| ICD-10 (F30-39) | DSM-5 抑うつ障害群 |
| --- | --- |
| - (F32) うつ病エピソード - (F33) 反復性うつ病性障害 - (F34) 持続性気分（感情）障害 - (F39) 特定不能の気分（感情）障害 | - (296.2x) うつ病/大うつ病性障害 (Major Depressive Disorder) - 単一エピソード - (296.3x) うつ病/大うつ病性障害 - 反復エピソード - サブタイプ - 不安性の苦痛を伴う - 精神病性の特徴を伴う - メランコリア (en:Melancholic depression) - 非定型 (Atypical) - 緊張病を伴う (Catatonia) - 周産期 (peripartum, en:Postpartum depression) - 季節型 - 持続性抑うつ障害/気分変調症 - 月経前不快気分障害 - 重篤気分調節症（児童の持続的・反復的な不機嫌） |

#### 病相の回数による分類
ICDでは、うつ病相が1回のみの単一エピソードうつ病に対し、うつ病を繰り返すものを反復性うつ病（Recurrent depressive disorder）という。DSMでも同様に、296.2x:単一エピソード、296.3x:反復エピソードである。

#### 重症度による分類
DSM-5（5だけでなく以前からも）においては、大うつ病性障害の診断を満たすものについて、296.2x、296.3xの診断コードの末尾x部分に、さらに状態を細分する。
1:軽症（いくつかの愁訴が最低限の基準に該当する）、2:中等症、3:重症（社会的や職業的能力を著しく妨げている）に分類される。エピソード全体の15パーセントを占め、妄想・幻覚など「4:精神病性の特徴を伴うもの」（一般に「精神病性うつ病」とも呼ばれる）。症状が改善して診断基準を満たさなくなったものの、一部の症状が残存している「部分寛解」や、完全寛解などである。

### 治療反応性による分類
DSM-IVなど操作的診断基準では定義されておらず、基準は一定したものではないが、研究などでは「少なくとも2つ以上の抗うつ薬を十分な量・長期にわたり投与しても症状が改善しないケース」を治療抵抗性うつ病あるいは難治性うつ病ということが多い。

## 原因
うつ病の発病メカニズムは複雑な要素（生物学的要素、心理社会的要素、社会的相互作用など）によるとされ、さまざまな仮説が提唱されている。現在、動物実験によって、抑うつ状態に特有の神経回路機構が徐々に明らかとなりつつある。
ウイルス学的・環境生理学的研究としては、ヒトヘルペスウイルス6（HHV-6）によって脳神経細胞（嗅球細胞）の一部が細胞死することにより、うつ病や病的疲労が発生すると考えられている。生物学的仮説としては、薬物の有効性から考え出されたモノアミン仮説、死後脳の解剖結果に基づく仮説、低コレステロールがうつおよび自殺のリスクを高めるとの調査結果、MRIなどの画像診断所見に基づく仮説などがあり、現在も活発に研究が行われている。
モノアミン仮説のうち、近年はSSRIとよばれるセロトニンの代謝に関係した抗うつ薬の売り上げ増加にともない、セロトニン仮説がよく語られる。また、海馬の神経損傷も論じられている。

### ウイルス学的・環境生理学的要因

#### ヒトヘルペスウイルス6（HHV-6）
2014年に「日本心身医学会」で近藤一博は、うつ病や疲労の原因にヒトヘルペスウイルス6（HHV-6）が影響していること、およびこれを判定する「疲労測定法」について論文を発表した。HHV-6はほとんどの人間の体内に潜伏感染しているが、1週間程度の疲労蓄積によって再活性化する。特に脳神経細胞の中でHHV-6が再活性化すると、このウイルス由来の遺伝子タンパク「SITH-1」が産生される。SITH-1の発現は、血中の抗SITH-1抗体を測定することで検証でき、主にうつ病患者から抗SITH-1抗体が多数検出されることが判明した。
2020年に近藤らは、『iScience』誌で「ヒトヘルペスウイルス6（HHV-6）の潜伏感染はストレス応答を亢進させることで、うつ病のリスクを著しく上昇させる」（Human Herpesvirus 6B Greatly Increases Risk of Depression by Activating Hypothalamic-Pituitary-Adrenal Axis during Latent Phase of Infection）という論文を発表した。HHV-6（厳密にはHHV-6B）が潜伏感染している人体各部位で最も重要な一つは、脳内の嗅球細胞である。嗅球で再活性化したHHV-6がタンパク質SITH-1を産生し、これが嗅球を細胞死させてうつ病を発症させる。
SITH-1抗体が検出された率（陽性率）は、健常者では24.4％、うつ病患者は79.8％であり、このことからうつ病患者の持つSITH-1は健常者よりも有意に多い。オッズ比で計算するとSITH-1陽性者は、うつ病罹患率が健常者の12.2倍に上昇している。なお脳画像診断でも、うつ病患者の嗅球が減少しているとの報告がある。近藤らは米国特許庁に「疲労レベル測定法とその応用」（Methods for Assessing Fatigue Level and Applications Thereof）などの特許を出願している。
先行研究
2005年のド・ラバースらの研究結果は以下: 

HHV-6と精神医学的症候群の因果関係を裏付けているのは、抗ウイルス治療中の臨床的な改善および、CSF〔脳脊髄液〕からのウイルス排泄〔クリアランス〕である。注目すべきは、確認されたHHV-6が変異株〔バリアント〕Aに相当するのに対し、変異株Bは、主に免疫不全患者らにおける脳炎に関連している点である。したがって、うつ病性障害のような本来的な臨床的諸症状がある場合でさえも、HHV-6関連の脳炎は考慮されるべきである。

HHV-6B脳炎には抗ウイルス薬が有効ということである。

### 生物学的要因

#### モノアミン仮説
1956年、抗結核薬であるイプロニアジド、統合失調症薬として開発中であったイミプラミンが、クラインやクーンにより抗うつ作用も有することが発見された。発見当初は作用機序は明らかにされておらず、ほかの治療に使われる薬物の薬効が偶然発見されたものであった。その後、イプロニアジドからモノアミン酸化酵素（MAO）阻害作用、イミプラミンにモノアミン類であるノルアドレナリン・セロトニンの再取り込み阻害作用があることが発見された。その後、これらの薬物に類似の作用機序を持つ薬物が多く開発され、抗うつ作用を有することが臨床試験の結果明らかになった。よってモノアミン仮説とは、大うつ病性障害などのうつ状態は、モノアミン類であるノルアドレナリン、セロトニンなどの神経伝達物質の低下によって起こるとした仮説である。
とりわけ、日本人はセロトニン再取り込みタンパク質のセロトニントランスポーターが少なく、別名『不安遺伝子』とも呼ばれる「S（ショート）」の保有率は80.25%、なかでもその重複型である「SS」型保有率は68.2%と世界で最も多い。そのため、日本人は遺伝的に神経終末におけるセロトニン濃度が薄く、不安になりやすいことが判明されている。とくに、北日本の日本海側地域において、その割合は高い。その理由として、天災による被害総額が世界全体のおよそ2割を占める程の厳しい国土のなかで、不安を共有する民族同士が相互扶助し、度重なる災禍をくぐり抜けてきた気質が継承されてきたからではないか、と推測されている。
抗うつ薬の販売者は自社製品を宣伝するために、セロトニンの欠乏によってうつ病が引き起こされており、選択的セロトニン再取り込み阻害剤（SSRI）が、この欠乏を正常化するとして宣伝しているが、これは監督庁による製品情報や査読論文によって裏付けられていない比喩的な説明である。

#### 脳の海馬領域における神経損傷仮説
神経損傷仮説
近年MRIなどの画像診断の進歩に伴い、うつ病において、脳の海馬領域での神経損傷があるのではないかという仮説が唱えられている。そして、このような海馬の神経損傷には、遺伝子レベルでの基礎が存在するとも言われている。
心的外傷体験が海馬神経損傷の原因となるという仮説
また、海馬の神経損傷は幼少期の心的外傷体験を持つ症例に認められるとの研究結果から、神経損傷が幼少期の体験によってもたらされ、それがうつ病発病の基礎となっているとの仮説もある。コルチゾール（cortisol）は副腎皮質ホルモンであり、ストレスによっても発散される。分泌される量によっては、血圧や血糖レベルを高め、免疫機能の低下や不妊をもたらす。また、このコルチゾールは、過剰なストレスにより多量に分泌された場合、脳の海馬を萎縮させることが、近年心的外傷後ストレス障害（PTSD）患者の脳のMRIなどを例として観察されている。心理的ストレスを長期間受け続けると、コルチゾールの分泌により海馬の神経細胞が破壊され、海馬が萎縮する。心的外傷後ストレス障害（PTSD）・うつ病の患者にはその萎縮が確認される。

#### 神経炎症（ミクログリア）仮説
ストレスにより、グリア細胞の一種で脳内環境の維持・調整に関与するミクログリア細胞よりインターロイキン-1β、インターロイキン-6、TNF-αなどの炎症性サイトカインが分泌され、脳内で炎症を起こし、うつ病を発症するという説である。このプロセスでセロトニン神経伝達不調、HPA系の活性化、海馬における脳由来神経栄養因子（BDNF）の減少や神経細胞新生の抑制を起こすとされる。1960年代よりモノアミン仮説が有力とされていたが、西暦2000年ごろより、うつ病患者を含む精神疾患既死者の脳を分析したところ、脳内のミクログリア細胞の活性過剰を表す特徴が次々と報告されるようになった。マクデブルク大学（ドイツ語: Hochschule Magdeburg-Stendal）のヨハン・シュタイナー博士らは、とくに自死者の脳においてミクログリアの活性が顕著であったと報告している。その後、ポジトロン断層法技術を用いて、存命者の脳内ミクログリア活性を部分的に評価できるようになったことにより、うつ病患者のミクログリア過剰活性化が報告されている。自閉症スペクトラム障害や統合失調症においても、ミクログリアの過剰活性化が国内外で報告されている。ミクログリア過剰活性化によってニューロン、シナプス、オリゴデンドロサイト、神経発生に至るまで損傷される結果がげっ歯類では知られている。

### 心理学的仮説

#### 病前性格論
#古典的分類に示したように、日本では1980年代まで、うつ病の患者に几帳面な人が多いという定説があり、これは病前性格論におけるメランコリー親和型性格や循環性格を指したものであった。
フーベルトゥス・テレンバッハの唱えたメランコリー親和型性格は、几帳面・生真面目・小心な性格を示すメランコリー親和型性格を持つ人が、職場での昇進などをきっかけに仕事の範囲が広がると、責任感から無理を重ね、うつ病を発症するという仮説である。
従来は、メランコリー親和型性格がうつ病の特徴とされ、薬に反応しやすく、休養と服薬で軽快しやすいものであった。
しかし、近年ではうつ病概念の拡大や社会状況の変化に伴い、これらの性格に該当しないディスチミア親和型と呼ばれる一群の患者が増加しているとされる。ディスチミア親和型はメランコリー親和型とは異なり、薬への反応は部分的であり、休養と服薬のみではしばしば慢性化する。そのため、メランコリー親和型に準じた治療では改善がみられない。
ディスチミア親和型は、2004年に樽味伸が提唱したもので、以下のような特徴がある。若年層に見られ、社会的役割への同一化よりも、自己自身への愛着が優先する。また、成熟した役割意識から生まれる自責的感覚を持ちにくい。ストレスに対しては他責的・他罰的に対処し、抱えきれない課題に対し、時には自傷や大量服薬を行う。幼いころから競争社会で成長した世代が多く、現実で思い通りにならない事態に直面した際に個の尊厳は破れ、自己愛は先鋭化する。回避的な傾向が目立つ。
|                | ディスチミア親和型 | メランコリー親和型                                                                              |
| -------------- | --- | ----------------------------------------------------------------------------------------------- |
| 年齢層         | 青年層 | 中高年層                                                                                        |
| 関連する気質   | スチューデント・アパシー 退却傾向と無気力                                                                                   | 執着気質 メランコリー性格                                                                       |
| 病前性格       | 「自己自身（役割ぬき）への愛着 規範に対し、『ストレス』であると抵抗する 秩序への否定的感情と万能感 もともと仕事熱心ではない | 社会的役割・規範への愛着 規範に対して好意的で同一化 秩序を愛し、配慮的で几帳面 基本的に仕事熱心 |
| 症候学的特徴   | 不全感と倦怠 回避と他罰的感情（他者への非難） 衝動的な自傷、一方で「軽やかな」自殺企図                                      | 焦燥と抑制 疲弊と罪業感（申し訳なさの表明） 完遂しかねない「熟慮した」自殺企図                  |
| 薬物への反応   | 多くは部分的効果に留まる（病み終えない）                                                                                    | 多くは良好（病み終える）                                                                        |
| 認知と行動特性 | どこまでが「生き方」でどこからが「症状経過」か不分明                                                                        | 疾病による行動変化が明らか                                                                      |
| 予後と環境変化 | 休養と服薬のみではしばしば慢性化する 置かれた場・環境の変化で急速に改善することがある                                       | 休養と服薬で全般に軽快しやすい 場・環境の変化は両価的である（時に自責的となる）                 |

#### 認知心理学
認知心理学は、人間の思考など認知過程を対象とした学問で1960年代より発展してきた。この認知心理学の学習モデルによれば、人間には思考が反復的に起こっているとされ、偏った思考と気分が関連づけされた場合に、問題が生じるとしている。その心理療法である認知行動療法は、有効性が科学的に確認されている。

#### ストレス脆弱性モデル
ストレス脆弱性モデルとは、ストレス自体の強さと、個人にはストレスに対する脆弱性があるという発症を説明する理論である。同様のストレスを受けた場合でも、ストレスに対して脆弱な場合に症状が生じるということである。

### 薬物やアルコールによる影響
DSM-IVでは、その原因が「物質の直接的な精神的作用」に起因すると判断される場合は、気分障害の診断を下すことはできないとしている。うつ病に似た症状が物質乱用や薬物有害反応により、起こされていると判断される場合、それは物質誘発性気分障害と診断される。
アルコール依存症または過度のアルコール消費は、うつ病の発症リスクを大幅に増加させる。また、逆にうつ病が原因となり、アルコール依存症になる場合もある（誤った自己治療）。
ベンゾジアゼピンは不安障害や不眠症の人が服用する薬である。アルコールと同様に、ベンゾジアゼピンは大うつ病発症リスクを増加させる。この種類の薬は不眠・不安・筋肉痙攣に広く使用されている。このリスク増加はセロトニンとノルアドレナリンの減少など、薬物の神経化学への効果が一因である可能性がある。ベンゾジアゼピン系の慢性使用も抑うつを悪化させ、うつ症状は遷延性離脱症候群の1つである可能性がある。これらのケースから、ときに覚醒剤中毒者より克服が困難であるとされる俗に言う「ベンゾ依存」として社会問題に発展し、2018年診療報酬改定において「不安、不眠の症状を有する患者に対し、ベンゾジアゼピン系受容体作動薬を1年以上にわたり、同一の成分を同一の1日当たり用量で連続して処方した場合、処方料（42点）が29点、処方箋料（68点）は40点に減算」とし、2019年診療分よりベンゾジアゼピンの長期処方は減算となった（ただし『不安または不眠にかかる適切な研修』を修了した医師は減算対象外）。
メタンフェタミン乱用も抑うつを引き起こすとして広く知られている。

### 社会的要因
貧困と社会的孤立は、一般的に精神的健康の問題のリスク増加と関連している。児童虐待（身体的、感情的、性的、またはネグレクト）も、後年になってうつ病を発症するリスクの増加に関連づけられている。
成人では、ストレスの多い生活上の出来事が強く大うつ病エピソードの発症に関連づけられている。生活上のストレス、社会的支援の欠如がうつ病につながる可能性がある。

## 予防
- 対人関係療法や認知行動療法などの行動療法は、うつ病の新規発症を予防する効果があるとされる[64][65][66]。これらのセラピーは個人や小人数グループにて施した場合にもっとも効果があるとされるため、インターネットを用いて多くの対象者にリーチすれば効果があるだろうと提案されている[67]。
- 睡眠時に寝室を暗くすることなどを通して入眠しやすい環境を整えることが有効である（「睡眠衛生」も参照）[68][注釈 4]。
- うつ病のリスク要因となる抑うつを予防するために、抑うつを発症しやすい青年期・思春期・児童期に位置する児童・生徒・学生（小学生・中学生・高校生・大学生など）に向け、抑うつ予防プログラムをカリキュラムの中に位置づけて実施することが有効である[69][70][71][72][73][74][75][76][77]。
- うつ病の一因となるストレスに対処する方法を教えるストレスマネジメント教育（「ストレス管理」も参照）や、問題を抱えたときや心身の不調時に援助要請を行えるよう各種専門機関の情報提供をすることも重要である[78]。

## 診断

### 臨床評価

OECD各国のメンタルヘルス問題時の受診先調査。
青は総合診療医、赤は精神科医、緑は臨床心理士。

診断評価は、適切な訓練を受けた総合診療医、精神科医、心理士により、現在の状況、生活歴、現在の症状、家族歴を記録したうえで下される。広い臨床的な目的は、患者の気分に影響がおよぶ関連する生物学的、心理的、社会的要因を系統立てて診察するためである。評価の際には、アルコールや薬物の使用など（健康な方法も含めて）気分転換の方法を尋ねる場合もある。評価はまた、現在の気分や思考の内容についての心理検査を行うことがあり、それは特に絶望感や悲観、自傷や自殺、肯定的な考えや計画がない場合である。農村部では精神医療の専門家は少ないため、診断と管理はプライマリケア医によってなされることが多く、特に発展途上国では顕著である。
プライマリケア医や非精神科医は、身体的な症状の診断と治療に訓練されているため、時にはうつ病の診断を下すのが難しいこともある。うつ病は、さまざまな身体的（心身的）症状を引き起こすことがあり、彼らは身体的症状だと判断してその治療をしてしまうからである。非精神科医は3分の2のケースで不必要な加療を行ってしまうという。
うつ病の診断を行う前に一般的に医師により、医学的検査と調査が他が原因となっている症状を除外するために行われる。血液の甲状腺刺激ホルモン（TSH）とチロキシン測定によって甲状腺機能低下症を除外したり、基礎電解質と血中カルシウム測定で代謝障害の除外、全血球算定（赤血球沈降速度ESRを含む）により全身性疾患や慢性疾患を除外したりする。薬物の副作用やアルコール乱用も同様に除外される。男性の抑うつの場合、テストステロンのレベル測定によって性腺機能低下症も除外される。
自覚的な認知についての訴えが老人の抑うつに現れることがあるが、それはアルツハイマー病などの認知症の徴候の可能性がある。認知検査と脳画像イメージは認知症とうつ病を区別する助けとなる。CTスキャンは、精神病症状や、急な発症、または異常な症状をともなう脳病変を除外することができる。生物的テストでは大うつ病の診断を行う方法はない。一般的に、医学的な兆候がない限りその後検査を繰り返す必要はない。

### データ的・定量的診断

#### 脳波検査（QEEG検査）
神経精神医学では、QEEG検査すなわち定量的脳波測定検査により、脳波の評価を行うことで、うつ病・不眠症・発達障害・認知症などを早い段階で発見している。

#### 血液検査（血漿PEA測定）
うつ病の有無を血液で計測する検査法（血漿PEA測定）を開発し、臨床現場でも用いている心療内科医の川村則行は2019年に
“心”という目に見えないもので語るより、体の病気と同じように物質で解き明かしたほうが理解しやすい。
精神疾患は“物質の病気”であり、“体の病気”である。
などと述べている。川村院長が言うには、ほとんど全ての生物が持っているPEA（リン酸エタノールアミン）は「喜びなどの感情」に関係する物質であり、これが主に存在する場所は脳神経細胞の軸索や細胞膜で、その他には肝臓、動脈、心筋など。脳と血中物質の関係は非常に密接であり、PTSD患者の場合も「PTSDの原因となるトラウマを経験してから10年以上が経っていたにもかかわらず、免疫力が通常の４分の１にまで低下していた」と院長は言う。
ヒューマン・メタボローム・テクノロジーズが、うつ病の診断に役立つ生物学的指標を発見したことが報道され、それはエタノールアミンリン酸 (EAP) の含有量を調べる検査であり、2013年に特許を取得しており、2019年には保険適用で検査が行えるようにしたいとしている。血液中のエタノールアミンリン酸 (EAP) の含有量を調べることで、うつ病を捕捉する感度は80%以上であり、うつ病ではない人がうつ病と診断されない特異度は95%を超えると報道された。同社のホームページでは、その2013年時点の特許について、うつ病との鑑別が難しい適応障害や不安障害との判別にも利用できると、記載されている。
（2011年には、山形県のヒューマン・メタボローム・テクノロジーズおよび東京の国立精神・神経医療研究センターが血液中のエタノールアミンリン酸 (EAP) で大うつ病を診断できると発表していた。同年、広島大学などの研究グループは、血液中のBDNF遺伝子のメチル化を調べることで大うつ病を診断できる可能性があると発表していた。）

### DSM-IV-TRとICD-10の診断基準
抑うつ状態についてもっとも広く用いられる診断基準は、アメリカ精神医学会による『精神障害の診断と統計マニュアル』第4版改訂版（DSM-IV-TR）と、世界保健機関の『疾病及び関連保健問題の国際統計分類』第10版（ICD-10）である。前者は米国および非ヨーロッパ諸国で多く用いられ、後者はヨーロッパで多く用いられる。2つの著作はお互いを反映するように作業されている。
DSM-IV-TRとICD-10は典型的なうつ病の症状を選定している。ICD-10では3つの典型的なうつ病の症状（気分の落ち込み、喜びの喪失、気力の低下）を示し、うち2つがうつ病の診断の確定に必要である。DSM-IV-TRでは2つのおもなうつ病の症状、気分の落ち込みと、喜びの喪失のうち、ひとつが大うつ病エピソードの診断に必要である。しかし、これらは診断基準の一部であり、すべてではない。
DSM-IV-TRでは大うつ病性障害は気分障害に分類される。診断は単発か繰り返される大うつ病エピソードに基づく。追加の情報はその他の障害と区別するために用いられている。特定不能のうつ病性障害は、抑うつ症状のエピソードが、大うつ病エピソードの基準を満たしていない場合に診断される。
ICD-10は、大うつ病性障害という用語を使用していないが、（軽症・中等症・重症）うつ病エピソードの診断のために、非常によく似た基準を一覧にしている。複数のうつ病エピソードが存在し、躁病のないものには反復性うつ病性障害（recurrent depressive disorder）の診断名が用いられる。
DSMの診断基準は、うつ病を引き起こした個人のほかの側面と社会的な状況を考慮していないという点について、批判の対象となっている。

#### 大うつ病エピソード(DSM-IV-TR)
大うつ病エピソードは、2週間以上の重症の抑うつ気分の存在を特徴とする。もし躁病や軽躁病のエピソードが存在すれば、診断は代わりに双極性障害となる。
大うつ病エピソードの確定には、「気分の落ち込み」と「興味・喜びの喪失」の2つの主要な症状のうちどちらかが必要である。「気分の落ち込み」とは、気分の落ち込みや、何をしても晴れない嫌な気分や、空虚感・悲しさなどである。「興味・喜びの喪失」とは、以前まで楽しめていたことにも楽しみを見いだせず、感情が麻痺した状態である。またこれは大うつ病エピソードの診断基準Aの片方であり、もう片方は5つ以上の症状の存在である。
DSM-IVでは大うつ病エピソードの診断基準Eが死別反応ではないことを要求している。
DSM-5においては、死別反応といった強いストレスに伴う抑うつは、治療なく回復する可能性があるため、死別反応に関する注釈が加えられた。DSM-5では「精神障害の定義」において、よくあるストレスや喪失による、愛する人との死別といった、予測可能な反応は精神障害ではないとされ、診断基準の注釈においては、死別や経済破綻、災害や重篤な病気などへの反応は、理解可能な、正常な反応である場合もあることが記述され、また死別による抑うつ症状も1-2年続くことがあるため、以前のDSM-IVによる2か月以上続いていればうつ病の可能性があるという基準をなくした。以前のDSM-IV-TRでは、症状が死別によるものである場合はうつ病から除外しているが、しかしその気分が長期化し大うつ病エピソードに特徴付けられる要素がある場合は、死別を原因として抑うつエピソードに入る可能性があるとされていた。
DSM-IVの特定不能のうつ病性障害の項には、抑うつ性の特徴を伴うものが紹介され、関連する診断に、気分変調症（慢性的だが軽度の気分変調が長く持続する）、抑うつを伴う適応障害（特定可能な出来事やストレッサーによって落ち込みが起きている）があり除外する必要がある。それ以外の場合に特定不能のうつ病性障害が考慮され、大うつ病エピソードが身体疾患や薬物あるいは原因がないのか判別できない場合にこの診断名を用いたり、また共に研究用診断基準案である小うつ病性障害（大うつ病エピソードの症状の幾つかのみが存在する） と反復性短期うつ病性障害（英語: recurrent brief depression）(12か月にわたり毎月起きている2週間までのうつ病性のエピソード)が、紹介されている。

### 鑑別診断
抑うつ状態は、次のような原因によって引き起こされる。
正常な落ち込みは生活上の正常な苦痛や苦悩であり、対して、うつ病ではそれが1日のうちほとんど、ほとんど毎日であり「濃く」、機能の障害を起こし重症である。失業、離婚、他の人生の深刻な問題の後に落ち込みが起きていれば、特に軽症の場合には一時的なストレス反応であるかを検討すべきであり、4週間以上観察してもよい。
DSM-IVでは大うつ病性障害の診断基準Bが他の精神障害ではないことを要求し、診断基準Cが躁病エピソード、軽躁病エピソード、混合エピソードが存在したことがないことを要求している。
- 特定できるストレスが原因となっている適応障害、急性ストレス障害、心的外傷後ストレス障害 (PTSD) など。
- パニック障害など、他の障害の症状としてのもの。
- 統合失調症では、気分が正常な時に妄想が生じている[116]。
- 双極性障害は後述。

DSM-IVでは大うつ病エピソードの診断基準Dが、物質あるいは、身体疾患による症状ではないことを要求している。物質の例には、薬物乱用、アルコール乱用、投薬による直接的な生理学的作用としての抑うつが挙げられる。
子どもや思春期では、診断を下すには注意を払い、物質の使用やストレス要因を考慮する。高齢者のような発症が遅い場合には、身体疾患や医薬品の副作用が考慮される。
DSM-5の物質・医薬品誘発性抑うつ障害では、アルコール、精神刺激薬、ステロイド、L-ドーパ、抗生物質、化学療法などが抑うつを誘発しうるとし、一部は症例報告などが根拠であり因果関係の判定が困難なものがある。

#### 身体疾患による抑うつとの鑑別
身体疾患は、抑うつ症状を呈すものがある。
- 中枢神経系（認知症、脳血管障害、パーキンソン病、慢性疲労症候群、脳腫瘍など）
- 内分泌系（副腎疾患(アジソン病など)、甲状腺疾患 (橋本病など)、副甲状腺疾患など）
- 炎症性疾患（関節リウマチ、線維筋痛症、全身性エリテマトーデスなど）
- 歯科治療用重金属中毒[注釈 5]

DSM-5の他の医学的疾患による抑うつ障害では、脳卒中、ハンチントン病、パーキンソン病、外傷性脳傷害では明確な関連があり、解剖学的相関もあるとされ、クッシング病、甲状腺機能低下症、多発性硬化症があげられている。

#### 双極性障害との鑑別
うつ病の診断においては、軽躁とうつを繰り返す双極II型障害を単極性・反復性と誤診するなど、双極性障害と見分けがつきにくいケースが多い。患者側も、睡眠時間が短くてもすんでしまうなど現代の過酷な社会環境にむしろ適応的であり、ばりばりと働けたなどの充実感などのため、軽躁状態を異常と認識せず、主治医に申告しないこともある。
WHOのガイドラインでは、大うつ病性障害など「うつ病として」受診に来た患者を診断する場合、躁病エピソードの既往症（軽躁エピソードは特に）を確認し、双極性障害でないかどうか明確に鑑別しておくことが重要であるとしている。これは、大うつ病性障害などの単極性の気分障害と双極性障害は、治療法が根本的に異なるためである。
また長期経過の中で、うつ状態に加え、躁状態も生じる場合にも、双極性障害の可能性がある。そのため、躁状態に転じることを常に注意し、素早く対応することが必要であるとも指摘されている。
とくに若年者は、双極性障害のうつ病相や統合失調症の好発年齢であり留意が必要である。
うつ病を繰り返し生じる場合には、反復性うつ病と呼ばれており、これも、遺伝研究などにより、躁うつ病と根本的には同一の障害であるとされている。一方、再発のないうつ病は、単一エピソードうつ病と呼ばれ、躁うつ病とは異なった障害であると考えられている。

#### 他の精神障害
パーソナリティ障害や不安障害、不眠症、精神病の合併の有無を確認する。大うつ病障害に対して、約15%に依存性パーソナリティ障害、約10%に境界性パーソナリティ障害、約9%に強迫性パーソナリティ障害が確認されるとの研究報告がある。
刑事裁判への影響
日本の刑事裁判においてはうつ病という精神医学的診断（疾病診断）によって直ちに責任能力の有無が決められるものではなく、更に個々の事例における精神の障害の質や程度を判断し、その精神の障害と行為との関係についての考察に基づいて責任能力が判断されることになっている。そのため、うつ病と診断されたとしても、それによって直ちに刑責が軽減されるわけではない。

## 診療科・医療機関
米国『メルクマニュアル第18版』によれば、プライマリケアの現場（総合診療科）で抑うつを訴える人々の割合は30%だが、大うつ病を有する人々の割合は10%未満である。また、抑うつは、甲状腺機能亢進症、脳腫瘍などの身体疾患でも見られる症状である。
精神障害の治療は、OECD諸国では主に総合診療医が担っている。ある調査によれば、日欧米の一般の人々には精神科受診に対する抵抗感があるという。日本では、うつ状態になった人々の最初の受診先は内科が約60%で、精神科は10%未満という報告もある。日本精神神経学会は、かかりつけの内科医について、患者をよく知っており、的確に治療していることが多いと述べている。一方、症状によっては精神科への紹介を検討すべきと述べている。
日本では、精神障害を適切に診断・治療する診療科は精神科、神経精神科（精神神経科）、心療内科である。なお、神経内科は神経専門の診療科なのでうつ病は扱わない。各自治体の保健所や精神保健福祉センターでは、無料かつ匿名で「心の変調」やメンタルヘルスの相談に応じ、医療機関も紹介してもらえる。意外に思われるかもしれないが、保健所の業務の6割は精神保健に関するものである。
精神障害は早期発見が重要なファクターだが、「心の変調」に自分（または周囲）が気づいた場合でも、どの医療機関を受診すればよいのかわからず、近所の内科などにかかることも少なくなく、症状を進行させてしまう場合がある。2014年にOECDは日本に対し、日本のプライマリケア制度の整備は発展途上であるため、地域医療を担う医療関係者がみな精神保健の技能を身につけるよう勧告している。

## 治療
ここでは各種診療ガイドラインにて勧告された治療法のみを掲載する。全ての一覧はうつ病の治療を参照されたい。
英国国立医療技術評価機構 (NICE) の2009年ガイドラインでは以下のような評価と手順を持つ。NICEは、うつ病サブタイプや患者の個性に基づいて治療を変えることへの根拠は乏しいため、様々な治療戦略を取っ換え引っ換えし続けることのないよう述べている。
- 継続する軽症から中等症の症状：

治療介入なしに回復しそうであるか、介入を拒否する場合には、積極的に観察する。治療介入としては弱い心理的介入であり、認知行動療法に基づくセルフヘルプ、コンピュータによる認知行動療法 (CBT)、構造化されたグループでの運動療法、この中から患者好みのものを選択。危険性が利益を上回るため抗うつ薬は使用してはならないが、セント・ジョーンズ・ワートには利益があるか可能性があるという証拠が存在する。
上の初期治療が効果を示さない場合：抗うつ薬、もしくは認知行動療法 (CBT)、対人関係療法(IPT)、行動活性化、行動カップル療法などの強い心理的介入。
NICEのうつ病2015年ガイダンスでは「うつ病への反復経頭蓋磁気刺激療法〔rTMS〕」が定義され、「人によって効果は異なるが、国立医療サービスで使用するのに十分な安全性と効果を備えている」と掲載されている。日本うつ病学会の2019年の見解では、諸外国のガイドラインがrTMSをうつ病治療の一つとして位置づけている。
- 中等症から重症の症状：

抗うつ薬および、強い心理的介入（CBTもしくはIPT）との併用。なお患者が不安障害を併発している場合、まずうつ病の治療を第一に行わなければならない。
世界保健機関は、妊娠期および周産期のうつに対して、第一選択は心理療法でなければらず、抗うつ薬は可能な限り避けなければならないとし、根拠に基づいた心理療法の手引き書The Thinking Healthyを公開している。
また、不眠の症状がある場合、睡眠衛生や認知行動療法、薬物療法を通して患者をサポートする。

### 援助の方針
NICE (2009) でも示されているように、治療の前提として、治療者は、患者と信頼関係を結び、治療の基本的原則についてしっかりと説明を行い、患者が納得して治療に取り組めるようにすることが必要である。患者もわからないことは質問していくことが必要である（患者教育）。こうした医師と患者のコミュニケーションが治療の成功には不可欠である。治療の基本的原則の説明の例としては、以下のようなものがある。
- うつ病の症状の一つに、将来を悲観してしまうことがある[141]。これはあくまで症状であり、うつ病が軽快するにつれ希望を持てるようになる。
- 以前に興味を持てたり楽しめたりした活動については、おっくうであっても、それを放棄せず可能な限り継続すべきである[141]。
- 可能な限り、定期的な運動を継続すべきである[141]。
- 地域活動への参加などについて、通常の範囲で可能な限り続けるべきである[141]。
- 患者には利用可能な自助グループ、支援グループ、行政サービスなどの情報を伝えるべきである[142][140]。
- うつ病になったのは、決して患者自身のせいではない[143]。
- 辛い自動思考（頭に浮かぶネガティブな思いやイメージ）はうつ病の症状であり、決してその人自身でもなければ事実でもない。治療は、そのような自動思考からの解放をサポートすることができる[144]。
- 元気が出ないことも、なまけによるものではなくうつ病によるものであるため、自分を責めなくて良い。うつ病は、治療によって必ず治るので、再び元の状態に戻ることができる[145]。

日本では、#古典的分類節に書いたように、かつての分類である内因性うつ病に対しての、うつ病は治る、薬が効き、励ましてはいけないという説明を一般化した弊害が言われている。これについては宮岡等が『うつ病医療の危機』にて取り上げている。
また、個人を取り巻く「環境」は心理に大きな影響を与えるため、所属する環境を変えられるよう支援したり、本人を適切にサポートする人や機関とのつながりを増やしたり、ストレスを与える対人関係を改善したり、支援者がより良い環境を作ったりすることを通して、本人が肯定され安心できる環境を整備する環境調整も重要である。
なお、励ましたり叱ったりすることは、「このままではだめ」というメッセージを暗に伝えることになるため、自己肯定感を失わせ気分を落ち込ませてしまう。家族や周囲の人を含めた支援者は、本人が休養できる環境を作ったり、本人の話に共感的に耳を傾けたりしながら、温かく寄り添ってサポートしていくことが大切である。

### 心理療法
心理療法（精神療法）は、精神福祉の専門家が、個人やグループ・家族に対して行い、作業療法士、理学療法士、精神科医、公認心理師、ソーシャルワーカー、カウンセラー、訓練を受けた精神保健福祉士が実施する。認知行動療法や対人関係療法など様々な有効な心理療法があり、どの心理療法においても、温かな共感と理解をしながら信頼関係を築き一緒に回復を目指していく。
貧困、失業、大切な人との離別などがうつを引き起こすこともあるが、社会的、状況的原因を薬で解決することはできない。この場合、心理療法の認知行動療法 (CBT) や読書療法などが有効である。また、心理療法は薬物療法に比べてうつが再発する可能性が低い。
NICEのガイドラインは心理療法の重要性を認めており、6 - 8回の認知行動療法 (CBT)、または他の根拠に基づいた心理療法を推奨している。英国政府は臨床試験で効果が証明された認知行動療法をはじめとする根拠に基づいた心理療法の拡充を開始し成果を上げているとOECDは述べている（心理療法アクセス改善）。
1998年、世界精神医学会の「WPA/PTD うつ病性障害教育プログラム」は、高齢者への精神療法の適用について、「精神療法のみ」「精神療法と抗うつ薬の併用」の二つを挙げている。「多様な治療法がある」「再発を予防するために、投薬は継続しなければならない。治療の成功は社会心理的支援がかかせない」としている。
2009年、プラセボ効果を研究するハル大学のアービング・カーシュ博士は「心理療法のみの場合と、心理療法と抗うつ薬を併用する場合の効果の大きさは同じなのだから、なぜ、わざわざ抗うつ薬を持ち込む必要があるのだろうか」と述べている。両方を併用すれば、抗うつ薬だけを服用するより効果があるが、心理療法を単独で行う以上の効果はない。
2012年、DSM-IVのアレン・フランセス編纂委員長は「精神科の軽度、中度の症状には、精神療法が少なくとも薬物療法と同じくらい効果があり、精神療法のほうが持続効果は長く、副作用は少ないのです。非常に多くの人が必要のない薬物療法を受け、回復に大きく役立つであろう精神療法を受けていないというのは、理不尽であり、経済的動機がそうさせているのだと思います」と述べている。
2015年、OECDはうつ病や不安障害については、会話療法（心理療法）は薬物療法と同じぐらい効果があり、また患者にも好まれるとしており、またコストの面からも、うつ病治療の第一選択肢としては書籍ベースまたはコンピュータによるセルフヘルプとするよう提案している。

#### 認知行動療法

ベックのネガティブ認知トライアングル

認知行動療法 (CBT) とは、外界の認識の仕方で、感情や気分をコントロールしようという治療法。抑うつの背後にある認知のゆがみを自覚させ、合理的で自己擁護的な認知へと導くことを目的とする。考え方のバランスを取り、ストレスに上手に対応できるこころの状態をつくっていく（「ストレス#対処」・「ストレス管理」も参照）。さらに、薬物療法が併用されることで、より治療効果が高まる。
心理療法の中では、CBTには、子供と青年のうつ病に対する有効性の証拠が多く存在する。CBTと対人関係療法 (IPT) は思春期のうつ病に対して勧められる。NICEでは、18歳未満に対して薬物治療を行う場合はCBT、ICT、家族療法などといった心理療法を併用しなければならないとしている。
- NICEは、CBTを実施する場合、16-20セッションの治療を3-4ヶ月かけて行い、また重症では最初の2-3週間は週2回セッションで検討するとしている[163]。
- アメリカ精神医学会のガイドラインでは、認知行動療法など心理療法は患者の初期治療の選択肢として推奨されている[164]。
- 日本うつ病学会のガイドラインでは、認知行動療法の有効性は中等症以上に証拠があるとしているが、軽症の場合に選択肢に入れている[165]。

認知行動療法は、心理職が国家資格化されている国々では、精神科（精神科医、薬物療法中心）、心理療法科（心理士、心理療法中心）に分かれることがあり、薬物療法と同時並行的に行われるとは限らない。
日本では2010年に診療報酬が点数化され、外来患者について、認知療法・認知行動療法に習熟した医師が一連の治療に関する計画を作成し、患者に説明を行った上で、1回あたり30分以上の認知療法・認知行動療法を行った場合について、16回を上限として算定できる。
認知行動療法では、認知と行動の両面に働きかけることで、認知の変容（認知のゆがみを修正し、合理的で自己擁護的・自己肯定的な認知へと導くことなど）と行動の変容（日常生活の中で楽しみや達成感を感じる活動を増やしていくことを通じ、活動性を取り戻すことなど）を図る。
認知の変容をサポートする認知的技法には、次のようなものがある。
- 自動思考の特定（頭に浮かぶネガティブな思いや考え方、つまり自動思考に気づくことをサポートする。そのうえで、自動思考は事実ではないことや、自らの本来の思考ではないことを理解しながら、少しずつ自動思考から距離を置いていくことを支援する[144][170]）
- 認知再構成法（否定的なとらえ方と異なる事実や根拠を見出したり、自動思考の反証となる事実や根拠を紹介したりした後、物事の良い側面をとらえる考え方・自らを責めない肯定的な考え方などを治療者が提示したり患者と一緒に模索したりすることにより、新たな考え方を形成できるようサポートする。その上で、新たな機能的な考え方を実際の生活の中で使ってみて、気分がどう変わったか検証することを支援する[170]）
- 認知のゆがみの修正（拡大視・縮小視：自分自身や状況を評価する際に悪い面を大きくとらえて良い面を軽視する、破局視：様々な可能性を考慮せず否定的な未来を予想する、全か無か思考：状況を完璧か最悪かという2つのカテゴリーでとらえる、個人化：否定的な事柄を自分のせいだと思い込む、「べき」思考：厳密な要求を自らに課しそれができないことを責める、など様々な種類の認知のゆがみがある[171]。それらを把握した後、患者自身を否定せず、認知そのものを扱い治療者が新たな考え方を提示し、患者が新たな認知を身につけられるようサポートする）
- 自己教示法（習得したい考え方や行動を自分自身に言い聞かせること。具体的なイメージとともに言い聞かせることや、実際に考え方や行動に変化が生じたらすぐに自分自身に報酬や賞賛を与えて、考え方や行動の変化への動機づけをさらに高めることが推奨される）
- ロールプレイ

同時に、行動の変容をサポートする行動的技法には、次のようなものがある。
- 行動活性化（日々の生活の中で楽しい活動や達成感を少しでも感じる活動を増やしていくことなどを通じ、行動を活性化させていくことをサポートする技法。このような活動には気分を改善する脳内物質を増やす働きがあるほか、繰り返し生じる否定的な思考（自動思考）に気を取られにくくする効果、気晴らし効果もある[172]。活動記録表を用いて、日々の活動と気分を記録し、活動と気分との関係を把握したり気分がよくなる活動を増やしたりすることもできる[172]）
- 行動実験（行動実験にもさまざまな種類があるが、うつ病の治療に用いられる行動実験は、実際に新たな考え方に基づいて行動し、そのメリットを体感することで、新たな行動の定着とその行動への動機づけの向上を図るものである）
- 問題解決法（現在の気持ちを引き起こしている問題を特定し、患者と支援者が協働でその問題を解決するための様々な解決策を模索し、それらの解決策を実行することを通して、問題を解決しストレスの原因を除去することをサポートする技法[173]）
- リラクゼーション
- ソーシャルスキルトレーニング

さらに、認知的技法と行動的技法の双方を活用するものとして、ストレスコーピングがある。ストレスコーピングとは、うつ病の原因となるストレスに対する、意図的な対処方略（＝コーピング）を意味する。ストレスを引き起こす事柄のとらえ方を変えていくなどの認知的コーピングと、ストレスを和らげる行動（好きなことや気分転換など）を実践するなどの行動的コーピングに分類される。ストレスコーピングには様々なものがあり（「ストレス管理#技法」も参照）、自らに合ったものを自由に考案・活用することができる。ストレスコーピングのレパートリーを多く持っておくことで、多様なストレスに対処しやすくなることから、患者は治療者との話合いを通して案を出し合いながら、様々なコーピングを身につけられるようサポートされる。
また、否定的な側面への注目により抑うつ的な自動思考が生じている場合があることから、あまり気づくことのなかった自分自身の良い側面に注意を向けることができるよう患者をサポートする注意変容の技法も有効である。さらに、活動を通じて否定的思考の循環を止めるため、生活の中で楽しめる活動や気分転換を徐々に増やしていけるよう、サポートすることも重要である。
不安やうつ病の人は、正しい決断を下すのに苦労することがよくある。研究によれば、全般性不安障害不安やうつ病の人は、間違いではなく過去の成功に焦点を合わせれば、判断は改善される可能性がある。うつ病や不安、またはいずれかの一般的な症状を持っている人々は、変化に追いつくのに苦労しており、したがって、より間違った選択をしたことを発見した。うつ病や不安のある人は自分が間違ったことに集中し、別の間違いをすることを心配するのに対し、障害のない人は過去の選択をより良いものにするためのガイダンスとして使用した。研究者たちは、認知行動療法のような治療は、不安やうつ病のある人、そして意思決定に苦労している人は、失敗ではなく過去の成功に集中することを学ぶことで、より自信を得るのに役立つ可能性があると指摘した。過度の心配や将来について気分が悪いなどの不安やうつ病の症状を示したが、臨床的に診断されなかった人々でも、過去の成功に焦点を当てることで、より良い意思決定を行うことができる。

#### 読書療法
プラセボ効果を研究するアービング・カーシュ博士は、認知行動療法 (CBT) を受けなくても、そのメリットの多くを得ることができる方法として認知行動療法の読書療法を薦めており、臨床試験で良い結果が得られたものの中から2冊を紹介している。『うつのセルフ・コントロール』（熊谷久代訳、創元社、1993年）、『いやな気分よ、さようなら―自分で学ぶ「抑うつ」克服法』（デビッド・D・バーンズ、星和書店、2004年）はいずれも認知行動テクニックに関する本である。『いやな気分よ、さようなら』の臨床試験では、短期的には、標準的なCBTを実際に受けた人のほうが改善の度合いが高かったが、3ヶ月後には同等になった。3年間の追跡調査から効果が持続的であることも示唆されている。注意点は、読書療法の臨床試験は中程度のうつ病のみを対象として行われたことである。軽症から中等症のうつ病であれば、代替法として妥当だが、重度のうつ病にはどのような効果を発揮するのか分かっていない。

#### 対人関係療法
対人関係療法 (IPT) は、対人関係のあり方が抑うつ症状に影響を及ぼすという知見に基づき、重要な他者（本人にとって重要な意味を持つ他者）との対人関係問題に焦点を当て、その問題への適切な対処を温かく支援することで症状の緩和を図るものである。本人の困り感に沿って下記の4つの領域の中から対人関係問題を選択し、本人を責めることなく対人関係上の問題解決をサポートしていく。
1. 悲哀（重要な他者の喪失により心理的ダメージを受けている状態）
2. 対人関係上の役割をめぐる不和（相互に期待する役割にずれが生まれ、対人関係上の葛藤が生じている状態）
3. 役割の変化（妊娠・出産などによる生物学的な役割の変化や、入学・卒業・就職・退職・結婚・離婚などによる社会的な役割の変化が起こり、新たな役割への適応の困難感が生じている状態）
4. 対人関係の欠如（満足できる対人関係を持てなかったり、他者とのつながりがなかったり、孤独感が生じている状態）

特にNICEはIPTを実施する場合、16-20セッションの治療を3-4か月かけて行わなければならない、また重度の場合は最初の2-3週間を週2回セッションで検討するとしている。アメリカ精神医学会の治療ガイドラインでも治療の有効性が確認されている。

### 薬物療法
NICEのガイドラインでは、抗うつ薬は、軽症から中等症では初期治療が効果を示さない場合において選択肢の一つであり、中等症から重症では、抗うつ薬および心理療法（CBTまたはIPT）の併用を推奨している。
2012年の日本うつ病学会のうつ病の治療ガイドラインによれば、軽症うつ病の場合、安易な薬物療法は避けるべきであり、中程症以上のうつ病では薬物療法は軽症に比べてより積極的に行う。希死念慮の強い急性期、重症患者には薬物療法と精神療法、とりわけ薬物療法が重要である。薬物療法では効果がない場合、mECTを検討する。
WHOのうつ病ガイドラインでは、12歳以下では抗うつ薬の投与は禁止であり、また12歳以上の青年では抗うつ薬の投与は第一選択肢としては禁止であり、まず心理療法を行うべきだとしている。NIHは、高齢者の場合、再発防止のため薬物療法の併用が有効であるとしている。
薬物療法に対する不安がみられる場合は、薬は本人の性格や本質を変えるものではなく、症状を緩和し気持ちを楽にするためのものであることを共有し、不安感を取り除けるようサポートする。また、抗うつ薬にも様々な種類があるため、医師は服用後の感想を丁寧に聞き取り、一人一人に合った効果的な薬を処方していく。
治療者と患者との関係が良好であると、早期の治療中断・服薬中断が少なくなり回復に近づくことから、共感的に耳を傾けつつ患者の気持ちに丁寧に寄り添うことが重要である。

#### 抗うつ薬による治療
抗うつ薬の効果は必ずしも即効的ではなく、効果が明確に現れるには1週間ないし3週間の継続的服用が必要である。NICEは処方に際し、患者と離脱症状（SSRI離脱症候群など）も含めて副作用について話し合わなければならないとしている。
抗うつ薬のうち、従来より用いられてきた三環系抗うつ薬あるいは四環系抗うつ薬は、口渇・便秘・尿閉などの抗コリン作用や眠気などの抗ヒスタミン作用といった副作用が比較的多い。これに対して近年開発された、セロトニン系に選択的に作用する薬剤SSRIや、セロトニンとノルアドレナリンに選択的に作用する薬剤SNRI、NaSSAなどは副作用は比較的少ないとされるが、臨床的効果は三環系抗うつ薬より弱いとされる。
NICEは薬剤の選択について、他の抗うつ薬より危険性と利益の比率が良好であるため、一般的にSSRIを選ばなければならない (should normally be) としている。さらにNICEは、フルオキセチン、フルボキサミン、パロキセチンは他のSSRIより薬物相互作用が起きやすく、またパロキセチンは他のSSRIより離脱症状の報告率が高く、三環系抗うつ薬はロフェプラミンを除いて過剰摂取のリスクが高率 (greatest risk) であるとしている。
服薬から4週間後に患者の抑うつ症状が改善されていれば、さらに2-4週間の投与を続ける。効果を示さないとか、副作用が生じる、あるいは患者の申出があれば、他の薬に切り替える。
抗うつ薬の有効性および安全性については議論がある。うつ病は、治療を行わなくても長期的には自然回復することが多く、数ヶ月以内の自然回復率が50%を越えるため、各種治療法の有効性の判断は難しい。アメリカ国立精神衛生研究所 (NIMH) の専門家たちは、抗うつ薬が回復までの時間短縮に役立つ可能性はあっても、長期回復率の上昇には役立たないと考えている。SSRIはプラセボ程度の効果しかないとの見解もある。
- NICEの2009年のガイドラインは、軽症以下の抑うつでは、危険性/利益の比率が悪いため抗うつ薬を継続的に使用してはいけないとしている[注釈 11]。初期治療が効果を示さない場合、軽症から中等症では選択肢の一つであり[134]、重症では心理療法と組み合わせて使用するとされる[191]。
- 日本うつ病学会のガイドラインによれば、中等症・重症うつ病に対しては、1種類の抗うつ薬の使用を基本とし、十分な量の抗うつ薬を十分な期間に渡って投与すべきである[197]、また寛解維持期には十分な継続・維持療法を行い、抗うつ薬の投与の終結を急ぐべきではないとしている[197]。一方で軽症うつ病に対しては、薬物療法もしくは体系化された精神療法を、単独もしくは組み合わせて用いることを推奨しており、軽症うつ病への薬物療法の是非は議論が分かれるとしている[198]。

抗うつ薬の投与は、抑うつ症状が見られなくなってから9-12ヶ月経過し、かつ日常生活を行うことができる状態であれば、投与中断を検討する。減薬に際しては離脱症状が起こりえるため、4週間以上の時間をかけて行う。重度の離脱症状の場合は投与を再開し、さらに時間をかけて減薬する。

#### その他の薬物療法
抗うつ薬の治療反応に乏しい場合、別の種類の抗うつ薬への変薬や追加（併用）のほか、気分安定薬、甲状腺ホルモン、抗てんかん薬、非定型抗精神病薬の追加（増強療法）、(米国などでは)アンフェタミン、メチルフェニデートなどが試みられる。
漢方薬では、柴胡加竜骨牡蛎湯・半夏厚朴湯・加味逍遙散・酸棗仁湯が主に用いられる。治療有効例では約2週間ほどで効果を示すことが多いが、効果のない場合でも4-6週間の経過を見た方がよい場合もある。西洋薬から漢方薬への切り替えは困難なことが多く、少なくとも急激な断薬はしてはならない。
米国や日本ではアリピプラゾールも既存治療で十分な効果が認められない場合に限って認可されている。抗うつ薬の多剤投与、抗不安薬の多剤投与を合理性なく行ってはならない。
不安障害を併発している場合などは抗不安薬を、不眠が強い場合は睡眠薬を併用することも多い。抗不安薬・睡眠薬としてベンゾジアゼピン系がしばしば用いられるが、これらはベンゾジアゼピン依存症・ベンゾジアゼピン離脱症候群をまねき、うつ病を悪化させる。
- 各国政府はベンゾジアゼピンの処方を最大でも数週間に限るよう勧告している。
- NICEでは、ベンゾジアゼピン系の使用は、慢性的な不安症状がある場合を除き、依存の形成を防止するために2週間以上の投与はすべきではないとしている[203]。
- うつ病の予防・治療日本委員会 (JCPTD) によると、薬物治療急性期には抗うつ効果発現までのベンゾジアゼピン系薬物処方は有用であるが、依存性のため長期投与は推奨していない[204]。

日本うつ病学会ガイドラインでは、中等症・重症のエピソード急性期において、ベンゾジアゼピン単剤、スルピリド単剤、非定型抗精神病薬単剤による治療は推奨していない。
中枢神経刺激薬、バルビツール酸系の使用は推奨されない。

#### 薬物療法と自殺
抗うつ薬による治療開始直後には、年齢に関わりなく自殺企図の危険が増加する危険性があるとアメリカ食品医薬品局 (FDA) から警告が発せられ、日本でもすべてのSSRIおよびSNRIの抗うつ薬の添付文書に自殺企図のリスク増加に関する注意書きが追加された。
FDAは、子供・青年・18-24歳の若年者に対しては、SSRI治療は自殺念慮と自殺企図について高いリスクが存在すると報告している。
成人についてはSSRIと自殺リスクの関係は明確ではない。あるレビューでは関係性が認められておらず、別のレビューではリスクが増加すると報告され、第三のレビューでは25-65歳ではリスクはなく65歳以上では低リスクと報告している。
疾病データ上では、新しいSSRI時代の抗うつ薬の普及により伝統的に自殺リスクの高い国で自殺率の大幅な低下をもたらしていると分かった が、因果関係は確定されていない。
米国では2007年に、SSRIとその他の抗うつ薬について24歳以下の若年者では自殺リスクを増加させる可能性があるという黒枠警告がなされた。同様の警告は日本の厚生労働省からもされている。米国ではFDAの警告以降に若年者の自殺死者数が増加している。FDA警告の結果、若年者の抗うつ薬治療が少なくなり、結果として自殺者が増えたとすれば問題である。
- 英国『モーズレイ処方ガイドライン第10版[注釈 12]』（2009年）では、うつ病の治療が希死念慮および自殺企図を防ぐ最も効果的な方法であり、ほとんどの場合、抗うつ薬による治療が最も効果的な方法であるとしている[186]。
- NICEガイドライン（2009）によると、2005年4月にヨーロッパ医薬品評価委員会はSSRIとSNRIについて、子供と青年には処方すべきではない(承認適応症を除くがこれは通常の抑うつは含まない)としている[221]。
- APAガイドライン（2004）では、抗うつ薬は自殺リスクを減らすエビデンスは小さい、しかしうつ症状の軽減に必要だとしている[注釈 13]。

### 運動療法
貧困、失業、大切な人との離別などが抑うつを引き起こすこともあるが、社会的、状況的原因を薬で解決することはできない。この場合、運動などが有効である。また、運動療法は薬物療法に比べてうつが再発する可能性が低い。
WHOのガイドラインにおいては、提供可能な場合の補助療法として提案されている。NICEのガイドラインでは、軽症から中等度のうつ病に対してはCBTと並んで、運動療法 (a structured group physical activity programme) を選択肢の一つとして推奨している。患者が運動療法を選択した場合は、訓練を受けたコーチの下でグループ単位で行わなければならない、また1回あたり45分-1時間、週3回を10-14週間程度としなければならないとしている。
2004年、英国国立医療技術評価機構 (NICE) は「抗うつ薬はリスク便益比の観点から、軽症のうつの初期治療には推奨できない」としている。寧ろ、医師は薬物以外の代替法を試し、「軽症のうつ病患者には年齢を問わず、構造化された指導付き運動プログラムのメリット」を推奨すべきだとしている。
2007年のNICEのガイドラインでは、フィジカルトレーニングは軽症のうつ病治療に推奨された。
2009年、イギリスの総合診療医 (GP) の20%以上（2004年の4倍）が抑うつ症状の患者にしばしば運動療法を「処方」している。短期的には、6週間以内に著しい改善があり、効果は大きく、抑うつ症状のある患者の70%が運動プログラムに反応したという研究報告がある。長期的にも多くの副効果（心臓血管機能・認知機能・性的機能・筋力・社会性の向上、高血圧・睡眠の改善）がある。
2012年、日本うつ病学会のガイドラインは「本来軽症に限った治療法ではない」と断った上で、軽症のうつ病への適用について、「運動を行うことが可能な患者の場合、うつ病の運動療法に精通した担当者のもとで、実施マニュアルに基づいた運動療法が用いられることがある。一方で運動の効果については否定的な報告もあり、まだ確立された治療法とは言えない」と述べている。
2013年、コクラン・ライブラリのシステマティック・レビューによれば、運動の効果は心理療法や薬物療法と同程度である。
2012年のランダム化比較試験は、運動はうつ病の症状を改善させない、通常の治療と比較して抗うつ薬の使用を減少させない、身体活動を増加させることはうつ病からの回復の機会を増加させないとしている。多くの研究は身体活動のプラス効果を報告しているが、現在の証拠のほとんどは、医療現場で非実用的な介入をした、小さな非臨床サンプルに由来する。多くの証拠を精査したガイドラインやシステマティックレビューではないことに注意が必要である。
なお、ヨーガを活用した運動療法を薬物療法と併用することで、うつ症状が軽減するケースがあるとされる。2024年のメタ解析で、ウォーキングやジョギング、ヨーガ、そして筋肉トレーニングは、他の運動療法と比べて抑うつの治療に有効であると報告された。ヨーガと筋肉トレーニングは、他の治療法と比較して忍容性が高かった
。

### その他ガイドラインに基づく治療法
その他のガイドラインにて提案されている治療法には、以下のようなものが挙げられる。
電気痙攣療法 (ECT)
頭皮の上から電流を通電し、人工的に痙攣を起こすことで治療を行う。薬物療法が無効な場合や自殺の危険が切迫している場合などに行う。最近は全身麻酔を使用した苦痛のない方法がとられることがほとんどである（そのため入院も可能な大病院でしかできない）。安全管理も慎重に行われるようになった。前述の場合に有効性が高い治療法であると考える臨床家も多く、保険診療でも認められている。
APA(2010) では治療抵抗性うつ病に対して、ECTが最も効果的（most effective）な治療法としている。NICEのガイドラインでは、重症のうつ病のみに用いられるべき (should only be used)、標準的なうつ病に対しては繰り返しECTを行ってはならないが複数の薬物治療と心理療法に効果を示さない場合は検討できる、予防目的のECTを行ってはならないとしている。
反復経頭蓋磁気刺激療法 (rTMS)
2021年『北欧精神医学会誌』でスタイン・ビェルム・メラーの精神療法研究班らは、うつ病治療に関するガイドラインを論文上で策定した。同ガイドラインにおいて大うつ病性障害（MDD）患者へのrTMSは、NICEとRANZCP（王立オーストラリア・ニュージーランド精神医学会）の両ガイドラインに沿って推奨されている。米国精神医学会（APA）はrTMSを、大うつ病性障害患者の治療法として挙げている一方、難治性うつ病患者の選択肢として言及してはいない。ただしAPAガイドラインの由来は2009年であり、「DTD〔難治性うつ病〕におけるrTMSの新しいエビデンスが過去10年間に現われている」と研究班らのガイドラインは述べている。
NICE (2015) において、rTMSは安全性に関し大きな懸念は無く、「短期間での有効性に関するエビデンスは十分だが、臨床的な反応はさまざまである」とされている。rTMSの使用が検討される患者は通常、抗うつ薬が効果を示さないか不適切であるうつ病患者である。脳の特定部位を狙う際に、画像診断が使われることもある。日本うつ病学会の理事会の見解（2019）では「諸外国のうつ病ガイドラインにおいても、rTMS療法は、1剤目の抗うつ薬が有効でなかった場合の治療の選択肢の1つに位置づけられている」とされている。
光療法
強い光（太陽光あるいは人工光）を浴びる治療法。過食や過眠のあることが多い、冬型の「季節性うつ病」（高緯度地方に多い冬季にうつになるタイプ）に効果が認められている。最新ではない2002年のガイドラインでは、冬季うつ病の第一義的な治療法は光療法とされ、抗うつ薬よりも有効性が高いことが確認されている。
また、光療法が非季節性のうつ病の治療に有効であることが実証され、光療法がうつ病に効果があるかどうかは古くから検討されてきたものの、有効、無効の両方の報告があり、有効であることの決定的な証拠はなかったが、2004年と2005年のメタアナリシスによりその有効性が報告されていると、論文にて報告されている。（ガイドラインではない）
2012年の日本うつ病学会によるガイドラインは、季節性うつ病の場合は双極性障害の可能性を念頭に置かねばならないとしている。
ハーブの利用
ハーブとして利用されているセント・ジョーンズ・ワートは、ドイツをはじめいくつかの国では軽症のうつに対して従来の抗うつ薬より広く処方されている。日本ではサプリメントとして市販されている。副作用があり、日本での治療エビデンスは希薄である。臨床研究の結果は成否さまざまで、軽症から中等症のうつに対して有効でかつ従来の抗うつ薬よりも副作用が少ないとする研究がある一方で、プラセボ以上の効果は見られないとする研究もある。コクランレビューによる2008年の報告 によると、これまでのエビデンスからプラセボ群より優れた効果を示し、標準的な抗うつ薬と同等に効果があるが副作用は小さいことが示唆されるという。ただし重度の抑うつには効果が弱いとされるほか、同時に服用した他の薬の効果に干渉することがあるため注意が必要とされる。
セント・ジョーンズ・ワートにおいてもセロトニン症候群の可能性があるので、注意が必要である。

### 日本におけるうつ病治療の現状
2012年の日本うつ病学会のガイドラインには、薬を飲んで休んでいればいいというような説明では、患者側の積極的な治療への参加が放棄されることもあり、生活上の工夫やリハビリについての説明も必要であるとされる。
心因が強く影響していると考えられるうつ病の場合、環境のストレスが大きい場合は調整可能かどうかを検討し、対応する。
厚生労働省老人保健課の『介護予防マニュアル』の「うつ予防・支援マニュアル」には、「休んで、薬をうまく利用する」ことである。
2010年の日本うつ病学会の提言では「薬物療法などの生物学的治療法と、精神療法などの心理学的治療法は車の両輪であり、両者がそろって初めて最適な治療となることは論を俟たない」と述べられている。
2014年のOECDによる日本の医療の質についてのレビューでは、日本は「専門家及び地域社会双方による精神保健医療福祉サービスにおいて、不適切な薬剤使用（行き過ぎた多剤投与）を削減し、診療報酬を通じて代替的治療法が適切に評価されるようにするために、一層の努力が必要である」と勧告されている。そのためOECDは日本に対し、軽中程度の患者に対しては心理療法（認知行動療法など）を中心とした治療を提供できるよう、根拠に基づいた治療プログラムの整備を進めるよう勧告し、その参考例としてイギリスの心理療法アクセス改善 (IAPT) プログラムを挙げている。
独立行政法人高齢・障害・求職者雇用支援機構では、リワーク支援（職業リハビリテーション）を実施している。ストレスへの対処法（認知行動療法の一部）、リハビリ出勤、会社との調整など実施している。

## 予後
家庭内の感情表出のレベルが高い（批判的、敵意、過度の感情的巻き込まれ）と、うつ病や統合失調症や認知症などの精神疾患を有するクライアントの予後が悪化する可能性が高まる。

### 回復率
大うつ病は、治療の有無に関わらず時間が解決することが多い。うつの外来患者リストの10 - 15パーセントは数か月以内に減少し、約20パーセントはもはやうつ病基準を完全には満たさない。エピソードの中央値は23週と推定されており、最初の3ヶ月間で回復する率が最も高い。
日本での研究では、6か月程度の治療で回復する症例が、50パーセント程度であるとされ、多くの症例が、比較的短い治療期間で回復する。しかし、一方では20パーセント程度の症例では、1年以上うつ状態が続くとも言われ、必ずしもすべての症例で、簡単に治療が成功するわけではない。また、一旦回復した後にも、再発しない症例がある一方、うつ病を繰り返す症例もある。
非投薬時の予後は良い。抗うつ薬は長期的な予後を悪化（再発率増大、慢性化）させるが、薬物療法を前提とし、投薬時の予後をうつ病の予後として説明することがある。

### 残遺症状
ある程度、緩和した後でも次のような症状が残るケースが多く、これらのケースが放置されると再発率が高くなる。（初発のうつ病患者128名を対象にした残遺症状の調査）
- 睡眠障害（不眠、過眠、リズム異常）：65.4％
- 仕事や活動上の問題（意欲・集中力・記憶の低下、思考の空回り）：43.4％
- 一般身体症状（頭痛、体力低下、倦怠感）：39.4％
- 抑うつ気分：34.6％

他、食欲低下、精神的・肉体的不安など
一度発症してしまうと、これらの症状と長く付き合うことになる。これらの残遺症状がある限り生活の質がなかなか高まらず復職や復学が出来ずに療養生活を余儀なくされることが少なくない。

### 再発率
研究では、初めて大うつ病を経験した人の80%が一生で1回以上の再発を経験し、その平均は4回であった。他の一般的な調査では、約半数が治療を行ったかどうかに関わらず回復しているが、残りの半数は最低1回は再発し、およそ15%は慢性的な再発を繰り返す。
再発率は、うつを繰り返すたびに高くなる傾向にあり、初発の場合の次回再発率は50パーセント、2回目の場合75パーセント、3回目の場合は90パーセントにものぼる。

## 疫学・統計

2004年の100,000人あたりの単極性うつ病の障害調整生命年 (DALY)
データなし
700未満
700から775
775から850
850から925
925から1,000
1,000から1,075
1,075から1,150
1,150から1,225
1,225から1,300
1,300から1,375
1,375から1,450
1,450を超える

WHOは2004年、単極性うつ病は世界の障害調整生命年(DALY)の第3位（4.3%）を占め、これはさらに2030年にはDALYの第1位（6.2%）に成長すると推測している
12カ月有病率（過去12カ月に経験した者の割合）は、世界では1 - 8%、オーストラリアでは4.1%（男性3.1%、女性5.1%、2007年）、日本では1 - 2%（厚生労働省）、3.1%（水野らによる） とされている。
また生涯有病率は、世界では3-16%（川上による）、日本では6.7%（川上）とされている。
これらの研究結果から、ある時点ではだいたい50人から35人に1人、生涯の間には15人から7人に1人がうつ病にかかると考えられている。
うつ病による経済損失は、米国では5兆円（生産性低下53%、医療費28%、自殺17%）、日本では110億米ドル（うち69.1億米ドルは職場でのコスト）とされている。

### 健常者との差異
日本の高齢者を対象とした調査ではうつ状態の患者は健常者とは身体的特徴や栄養摂取などに違いが見られる。

### 性差
男性より女性のほうが2倍ほどうつ病になりやすいとされている。
閉経や子どもの自立による喪失体験、PMSによるストレス、男性より寿命が長いことによる配偶者との死別などによる部分も少なくはないと思われ、社会生活によるストレスが多い男性にも普通に見られる。
女性の発症率の高さについては、妊娠・出産期・閉経期・月経前（PMS、PMDD、セロトニンの減少）の女性ホルモン、セロトニンの激減がマタニティブルーや産後うつに関与している可能性がある。産後うつは乳児の育児時の睡眠不足もある。日本ではうつ病が増加傾向にあるが、女性の高齢化による自然増もある。

### 患者数とその推移
日本の患者数の少なさについては、受診率の低さが原因としてあげられる。
日本の患者数の年度ごとの増加傾向には、高齢化やうつ病についての啓発活動による受診率の増加が原因としてあげられる。
うつ病の患者数が20世紀になって増加していることについて、SSRIの導入後6年間で2倍に増えるという経験則があり、製薬会社のキャンペーンが影響している、とした説もある。「副作用の少ない」抗うつ薬の普及に伴い、うつ病と診断される患者数が増加している側面がある。

### 子どものうつ病
子どもでもうつになる場合があり、日本の子どもの大うつ病の時点有病率は児童期で0.1-2.6%、青年期で0.7-4.7%とされている。カナダの12-19歳人口においては、おおよそ男性で5%、女性で12%が大うつ病エピソードを経験し、その経済的コストは3.2億加ドルとされている。

### 自殺企図者とうつ病の統計
WHOの自殺予防マニュアルによれば、自殺既遂者の90%が精神障害を持ち、また60%がその際に抑うつ状態であったと推定している。日本においては、重大な自殺を図った者の75%に精神障害があり、その46%はうつ病である。

### 喫煙との関連
製薬会社のファイザーが2009年6月に10年以上の喫煙歴がある40 - 90歳の男女計600人を対象にインターネットで行った調査によると、ニコチン依存症の人の16.8パーセントにはうつ病やうつ状態の疑いがあり、ニコチン依存症でない人でのその割合は6.3パーセントのため、ニコチン依存症の人ほど、うつ病・うつ状態の可能性が高いと報告している。また、典型的な抗うつ薬であるイミプラミンについて、喫煙者は効果が半減するとの指摘がなされている。
ただし、喫煙者であって重症のうつ病の間の禁煙は医師との相談が必要である。ニコチン離脱時にうつ病が再燃しやすいのである。

### うつ病によりリスクの高まる身体疾患
- 2型糖尿病[268]
- 糖尿病患者の死亡率[268]
- 動脈硬化[268]
- 冠動脈虚血性疾患[268]
- 心筋梗塞発症後1年間の心血管死，心筋梗塞再発など[268]
- 脳梗塞[268]
- 乳がん患者のがん死亡率[268]

## 診断検査の研究事例
研究レベルでは、うつ病などの精神障害を客観的に診断できる指標を探索するために、健常者および患者の血液を用いて、プロテオミクスあるいはメタボロミクスが積極的に行なわれると考えられる。社会的に普及するかどうかは医療保険適応か先進医療かなどの費用の程度が大きな問題である。100%やそれに近い精度では診断できないため、慎重な運用が求められる。

### 光トポグラフィー検査
光トポグラフィー検査 (NIRS) により、抑うつ症状の鑑別診断の補助に用いる。近赤外光により、大脳皮質の血液量変化を推定することにより、約7 - 8割の精度で、その抑うつ症状が、うつ病のものか、双極性障害あるいは統合失調症のものかを判別するため、鑑別診断の補助検査として用いることができる。2014年4月には、診療報酬として「抑うつ症状の鑑別診断の補助に使用するもの」が適用された。

### MRI
国立精神・神経医療研究センター神経研究所は、核磁気共鳴画像法 (MRI) によって、50人の女性のうつ病と統合失調症患者とを約8割の精度で鑑別したことを報告した。

### 脳画像
アメリカの医学博士のダニエル・エイメンによれば、脳画像の単一光子放射断層撮影 (SPECT) により、7タイプに分類でき、それぞれのタイプによる治療法、投薬すべき薬、緩和に効果のあるサプリメントが異なるとしており、精神障害は脳の疾患であり、脳画像を用いて診断を行うことでより正確な治療が行える。

## 新型うつ病（現代型うつ病）
新型うつ病、あるいは、現代型うつ病とは、従前からの典型的なうつ病とは異なる特徴を持つものの総称であり、正式な用語でもないが意味が独り歩きし、専門家の間でも一致した見解が得られていない。従来のメランコリー親和型の性格標識を持たない患者を指すことが多い。
日本うつ病学会は、新型うつ病は専門用語ではないとし、現代型うつ病、ディスチミア親和型などの他に提唱されている名称に言及している。また非定型うつ病は正式な医学用語であるが、医学用語としての本来の意味と離れ、日本のマスメディアなどによってここでいう新型うつ病と同義に用いられている。
こうして様々に類型される、考察や仮説の段階にある若年者の軽症の抑うつ状態に対する研究から、マスメディアが一側面だけを切り取り、新型あるいは現代型うつ病などと呼ばれているが、医学的に明確な根拠なく広まりを見せ混乱が生じている。そのため日本うつ病学会による診療ガイドラインにおいても、深い考察も治療の証拠もないためとりあげないとしている。